# Carbone diatomique
Le carbone diatomique, ou dicarbone, est une espèce chimique de formule C2. On l'observe dans les arcs électriques, les flammes de combustion des hydrocarbures, le milieu interstellaire, les comètes et certaines atmosphères stellaires.
La molécule C2 est unie par une liaison double longue de 124 pm, ou plus exactement quatre liaisons combinées en une liaison d'ordre 2 :
- une liaison σ liante ;
- une liaison σ antiliante ;
- Une liaison π (liante).

La théorie de la liaison de valence prédit cependant que seule une liaison quadruple permet de satisfaire la règle de l'octet dans cette espèce.
Le carbone diatomique est responsable de raies spectrales, facilement identifiables dans le domaine de la lumière visible, appelées raies de Swan, dans le spectre électromagnétique de certains astres tels que des comètes et les étoiles carbonées.